# Belle Valley
Belle Valley és una població dels Estats Units a l'estat d'Ohio. Segons el cens del 2000 tenia 263 habitants.

## Demografia
Segons el cens del 2000, Belle Valley tenia 263 habitants, 104 habitatges, i 71 famílies. La densitat de població era de 241,8 habitants per km².
Dels 104 habitatges en un 30,8% hi vivien nens de menys de 18 anys, en un 51,9% hi vivien parelles casades, en un 9,6% dones solteres, i en un 30,8% no eren unitats familiars. En el 27,9% dels habitatges hi vivien persones soles el 18,3% de les quals corresponia a persones de 65 anys o més que vivien soles. El nombre mitjà de persones vivint en cada habitatge era de 2,53 i el nombre mitjà de persones que vivien en cada família era de 3,08.
Per edats la població es repartia de la següent manera: un 25,5% tenia menys de 18 anys, un 6,5% entre 18 i 24, un 28,5% entre 25 i 44, un 24,3% de 45 a 60 i un 15,2% 65 anys o més.
L'edat mediana era de 39 anys. Per cada 100 dones de 18 o més anys hi havia 84,9 homes.
La renda mediana per habitatge era de 30.536 $ i la renda mediana per família de 34.375 $. Els homes tenien una renda mediana de 26.000 $ mentre que les dones 18.125 $. La renda per capita de la població era de 13.659 $. Aproximadament l'11% de les famílies i el 19,9% de la població estaven per davall del llindar de pobresa.

## Poblacions més properes
El següent diagrama mostra les poblacions més properes.